# GSC3227-769
GSC3227-769 — хімічно пекулярна зоря спектрального класу A0, що має видиму зоряну величину в смузі V приблизно 10,5.

## Пекулярний хімічний склад
Зоряна атмосфера GSC3227-769 має підвищений вміст 
Si
.